# Сюрприз старины Неда
«Сюрприз старины Неда» (англ. «Waking Ned Devine») — художественный фильм, снятый британским режиссёром Кирком Джонсом в 1998 году.

## Сюжет
Сердце пожилого жителя небольшой ирландской деревни не выдержало известия о выигрыше главного приза национальной лотереи. Его соседи, двое старых друзей, убедили односельчан в том, что им необходимо выдать Майкла О`Салливана за покойного Неда и получить деньги. После известия, что джек-пот составил почти семь миллионов фунтов, согласие дали все, кроме известной деревенской склочницы Лиззи Куин, заявившей претензии на большую часть причитавшейся премии.

## В ролях
- Иэн Бэннен — Джеки О`Ши
- Дэвид Келли — Майкл О`Салливан
- Фионнула Фланаган — Энни О`Ши
- Сьюзан Линч — Мэгги О`Тул
- Джеймс Несбитт — Поросячий Финн
- Эдриан Робинсон — Лотто
- Роберт Хикки — Морис О`Тул
- Пэдди Уорд — Брэнди О`Тул

## Награды и номинации
- Премия BAFTA. Награда Карла Формана за лучший дебют (Кирк Джонс, номинация)
- Премия Хлотрудис за лучшую мужскую роль (Дэвид Келли, номинация)
- Награда критиков Международного кинофестиваля в Форт-Лодердейле за лучший фильм (Кирк Джонс, победитель)
- Гран-при Астурии Международного кинофестиваля в Хихоне (Кирк Джонс, номинация)
- Приз Немецкой гильдии арт-хаусного кино за лучший иностранный фильм (Кирк Джонс, победитель)
- Награда Сэра Тима Международного кинофестиваля в Марко Айленде (Кирк Джонс, победитель)
- Награда Motion Picture Sound Editors за лучший монтаж (номинация)
- Специальное упоминание Национального совета кинокритиков США (победитель)
- Награда Нью-Йоркского фестиваля комедийных фильмов (Кирк Джонс, победитель)
- Премия Гильдии продюсеров США (номинация)
- Приз зрительских симпатий на Кинофестивале в Париже (Кирк Джонс, победитель)
- Премия «Спутник» за лучшую мужскую роль (Иэн Бэннен, победитель)
- Премия «Спутник» за лучшую мужскую роль (Дэвид Келли, победитель)
- Премия «Спутник» за лучший фильм (номинация)
- Премия Гильдии киноактёров США за лучший актёрский состав в игровом кино (номинация)
- Премия Гильдии киноактёров США за лучшую мужскую роль (Дэвид Келли, номинация)